# Ion Vlad (sculptor)
Ion Vlad (n. 24 mai 1920, Fetești, Ialomița – d. 28 ianuarie 1992, Paris) a fost un sculptor român, stabilit în Franța, membru de onoare al Academiei Române.

## Biografie

Basorelief pe fațada Operei Naționale Române din București, în dreapta intrării

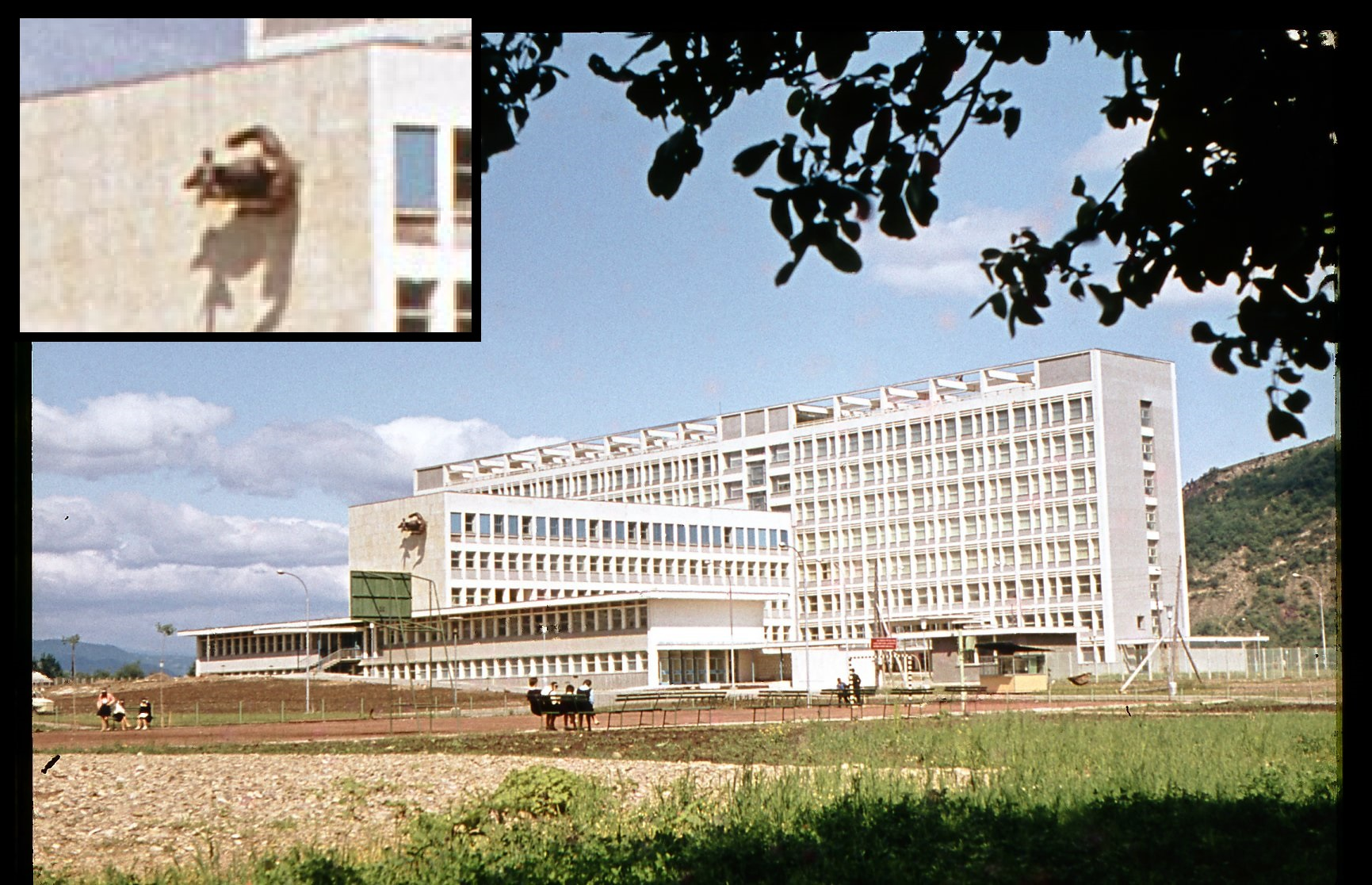
Sculptura din bronz „Maternitate” (1965) suspendată pe fațada policlinicii Spitalului Municipal Onești (Gheorghe Gheorghiu-Dej)

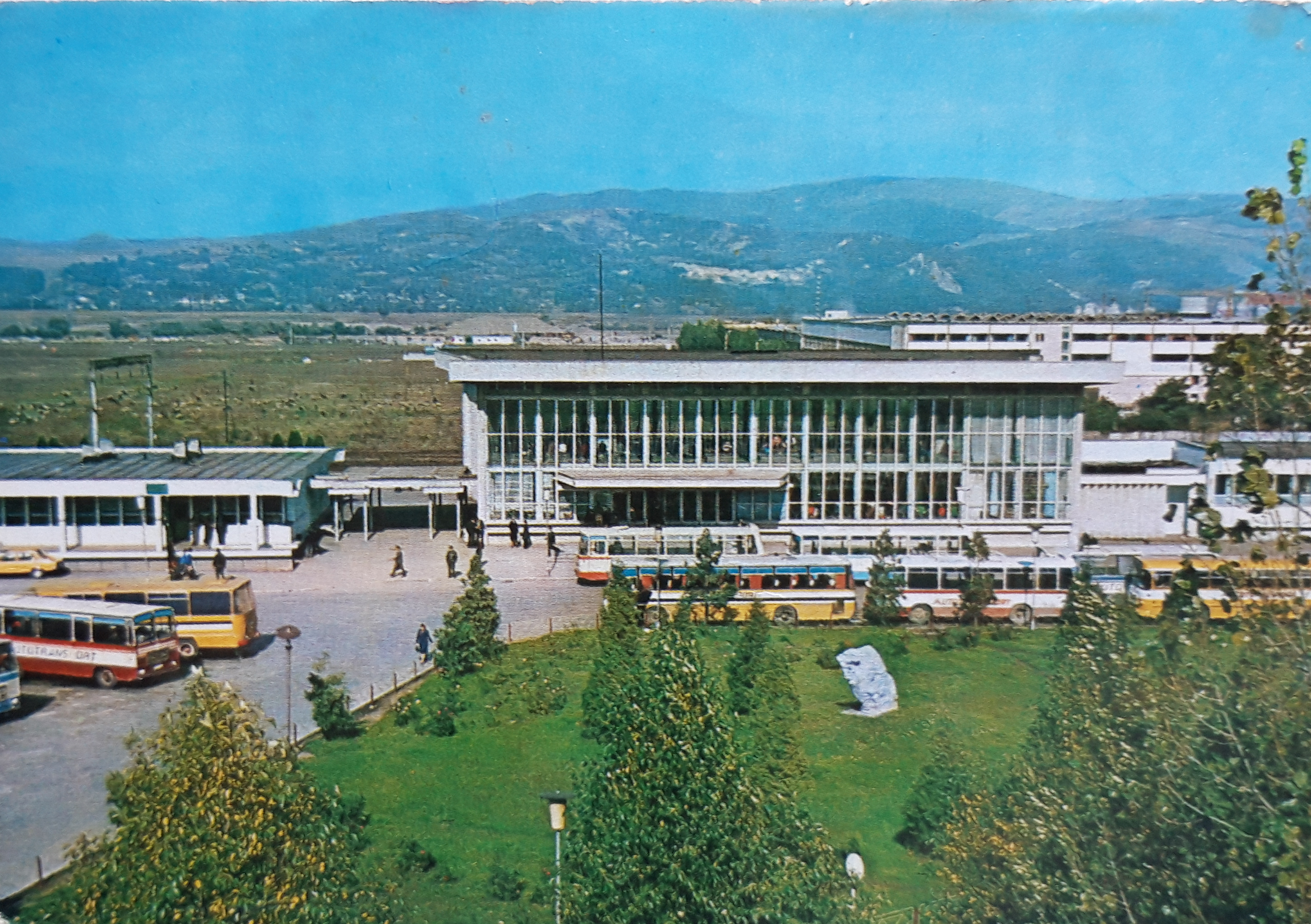
Gara Gheorghe Gheorghiu-Dej și parcul cu sculptura „Zimbrul” (1969)

Statuia pictorului Ștefan Luchian. Se află în parcul Ion Voicu din București

A fost un descendent al unor ardeleni transhumanți stabiliți în Bărăgan. Părinții săi se numeau Petre și Alexandrina.
A absolvit clasele primare, gimnaziul și liceul Barbu Știrbei la Călărași, unde și-a și petrecut o bună parte a tinereții sale. A studiat la Școala de Arte Frumoase din București cu maestrul Cornel Medrea. Devine profesor de sculptură la Institutul de Arhitectură „Ion Mincu” din București, iar în anul 1964 i se acordă Premiul de Stat.
După ce i s-a acordat Premiul de Stat, Editura Meridiane i s-a consacrat o monografie consistentă. În România a beneficiat de importante comenzi destinate spațiilor publice.

### Lucrări în țară
A realizat „Monumentul ostașului sovietic eliberator” (dezvelit la 30 decembrie 1962 în parcul Central din Timișoara), unul din basoreliefurile de pe fațada Operei Române din București, bustul lui Hristo Botev din Parcul Herăstrău, „Zimbrul” (sculptură în piatră inaugurată în 1969 în fața Gării Onești, mutată în sensul giratoriu de la Carom în 2012), „Maternitate” (sculptură din bronz, 1965 suspendată pe fațada Spitalului Municipal Onești), „George Enescu”, statuie de bronz la Bârlad, Statuia pictorului Ștefan Luchian, din piatră artificială, amplasată în parcul Ion Voicu din București etc.
În situația contextuală a anilor ‘60 a abordat și subiecte precum Recolta, Țăran din Oaș, Nuntă țărănească, Fată cu ulcioare, Cariatide, Țărancă.
Într-o serie de 9 mărci poștale „Sculpturi românești” emisă în 1961 de Poșta Română, cea cu valoarea de 10 bani reprezintă bustul lui Gheorghe Doja, realizat de Ion Vlad.
Moda devastării și mutilării statuilor, apărută în plan național după 1990, s-a manifestat și la Bârlad, prin afectarea unui număr de trei statui între care un bust al lui Mihai Eminescu, creație semnată de Ion Vlad, distrusă cu barbarie de indivizi care, sub anonimatul nopții, au dărâmat-o de pe soclu, sfărâmând-o până au ajuns la armături.

## Perioada franceză
Părăsește România în 1965, la vârsta de 45 de ani, și se stabilește la Paris. În 1967 i s-au comandat 5 sculpturi pentru Espace Pierre Cardin din Paris, iar din anul 1969 a devenit profesor titular de sculptură și desen la Centrul American din Paris. În anul 1972 i se acordă cetățenia franceză, iar din 1975 a devenit profesor suplinitor de sculptură și desen la Universitatea din Sorbona.
Printre lucrările mai importante din perioada franceză a artistului se numără o decorație murală din beton, de 100 mp, realizată în 1978 pentru Musique, Diffusion Francaise, La Bois-Colombes, și două sculpturi murale în bronz și ciment, din anul 1979, realizate pentru Spitalul Saint Joseph din Stockton, San Francisco (California). În 1980 își instalează un al doilea atelier la Nisa, iar până în 1991 își împarte activitatea între Nisa și Paris. Capodopera creației sale este Statuia lui Eminescu, amplasată lângă Universitatea Sorbona - Paris. Statuia, turnată în bronz, la dimensiunea de 250 centimetri înălțime, a fost amplasată în orașul luminii chiar la centenarul decesului poetului, în iunie 1989.
Se stinge din viață la Paris, la vârsta de 72 de ani, în urma unei intervenții chirurgicale. Este înmormântat în Cimitirul Montparnasse din Paris, alături de Brâncuși.
Drept omagiu pentru opera sa, în Fetești a luat ființă Asociația Culturală „Ion Vlad” condusă de biograful lui Ion Vlad, Emil Druncea.
O asociație denumită „Ion Vlad” s-a înființat și în orașul german Salzgitter.

## Premii
- Premiul „A. Simu” la Salonul oficial (1945), [17]
- Premiul de Stat (1964).